# ریچارد اچ. اندرسون
ریچارد اچ. اندرسون (به انگلیسی: Richard H. Anderson) (زاده ۱۹۵۶) کارآفرین، حقوق‌دان و مدیر ارشد اجرایی آمریکایی است، که در حال حاضر به‌عنوان مدیر عامل اجرایی شرکت دلتا ایرلاینز فعالیت می‌نماید.
اندرسون در فاصله سال‌های ۲۰۰۱ تا ۲۰۰۴ مدیرعامل شرکت نورت‌وست ایرلاینز بود و از ۲۰۰۴ تا ۲۰۰۷ نیز به‌عنوان معاون رییس شرکت یونایتدهلت گروپ فعالیت می‌کرد.